# Vroncourt
Vroncourt ist eine französische Gemeinde mit 266 Einwohnern (Stand: 1. Januar 2022) im Département Meurthe-et-Moselle in der Region Grand Est (vor 2016 Lothringen). Sie gehört zum Arrondissement Nancy und zum Kanton Meine au Saintois.

## Geografie
Vroncourt in der Landschaft Saintois liegt etwa 28 Kilometer südsüdwestlich von Nancy.
Umgeben wird Vroncourt von den Nachbargemeinden Ognéville im Nordwesten und Norden, Vézelise im Norden und Nordosten, Forcelles-Saint-Gorgon im Osten, Chaouilley im Süden sowie Étreval im Westen.

## Bevölkerungsentwicklung
| Jahr                       | 1962 | 1968 | 1975 | 1982 | 1990 | 1999 | 2006 | 2013 | 2019 |
| Einwohner                  | 148  | 134  | 130  | 133  | 138  | 130  | 192  | 291  | 260  |
| Quellen: Cassini und INSEE |      |      |      |      |      |      |      |      |      |

## Sehenswürdigkeiten
- Kirche Nativité de la Vierge, Anfang des 17. Jahrhunderts erbaut
- Ruine des Schlosses
- Landwirtschaftsmuseum

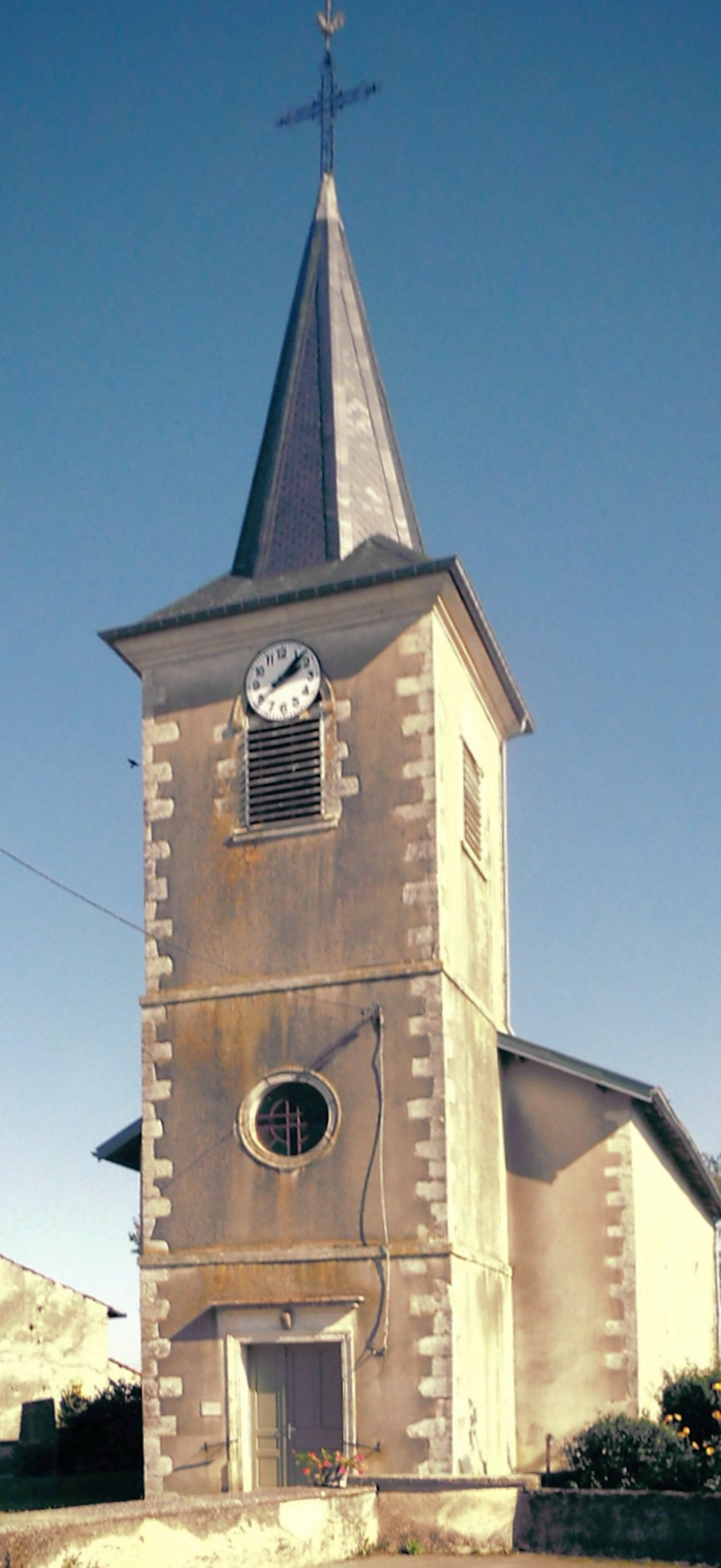
Kirche Nativité de la Vierge
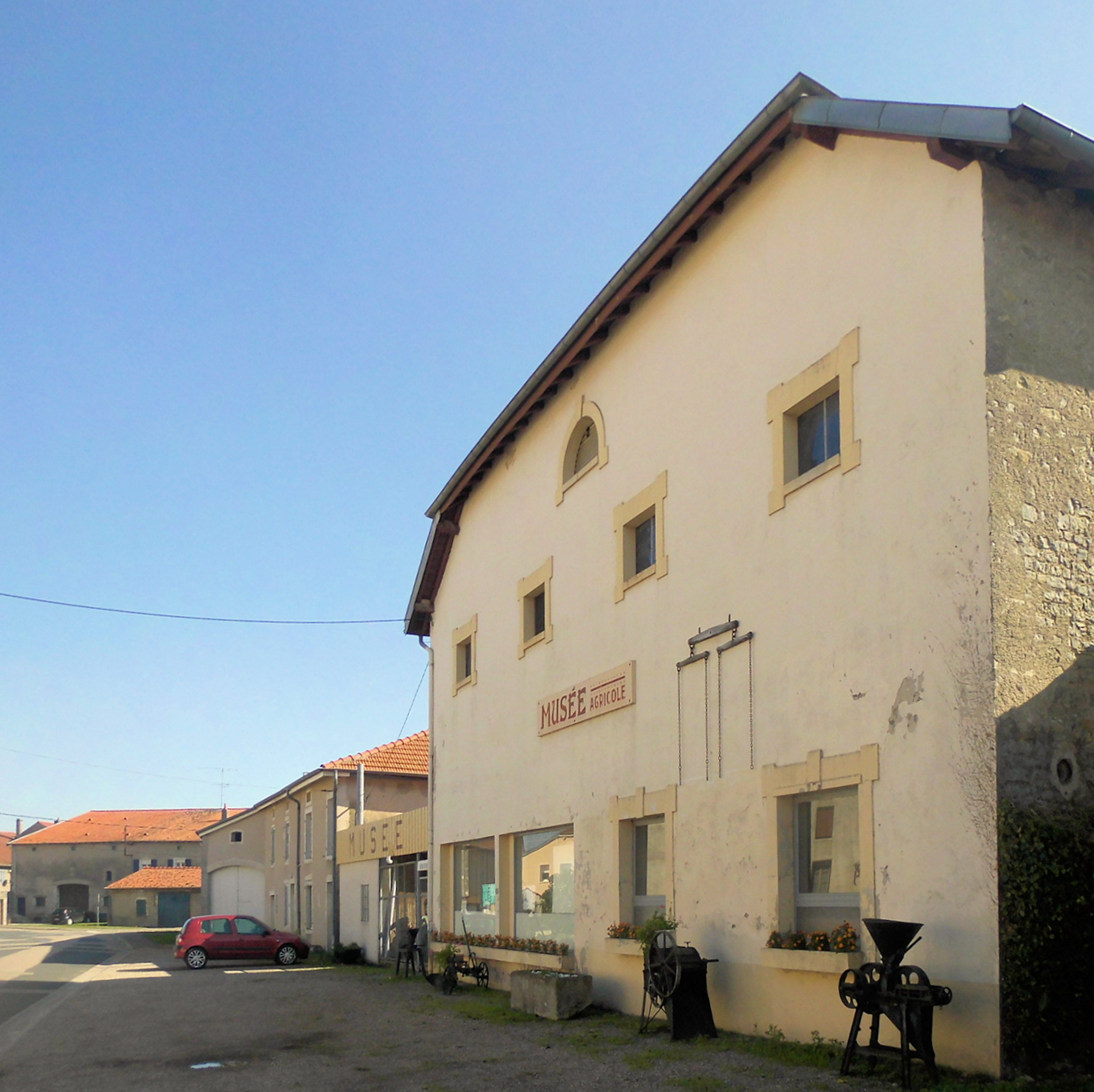
Landwirtschaftsmuseum